# Cantó d'Offemont
El cantó d'Offemont és un cantó francès del departament del Territori de Belfort, situat al districte de Belfort. Té 4 municipis i el cap és Offemont.

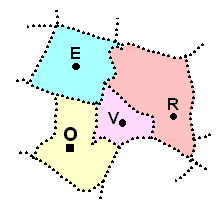
Municipis del Cantó d'Offemont

## Municipis
- Éloie
- Offemont
- Roppe
- Vétrigne

## Història
| Data d'elecció                           | Identitat            | Partit | Qualitat |
| ---------------------------------------- | -------------------- | ------ | -------- |
| 1985-1992                                | Paul Kiffel          | PS     |          |
| 1992-1998                                | Claude Mougenot      | RPR    |          |
| 1998-2004                                | Françoise Bouvier    | MDC    |          |
| 2004-2011                                | Michel Reiniche      | PS     |          |
| 2011-                                    | Dominique Retailleau | PS     |          |
| les dades anteriors no són pas conegudes |                      |        |          |
|                                          |                      |        |          |